# Bad Colberg-Heldburg
Bad Colberg-Heldburg è una ex città di 2 118 abitanti della Turingia, in Germania; dal 2019 è parte della città di Heldburg.
Appartiene al circondario (Landkreis) di Hildburghausen (targa HBN) e, come comune, era parte della comunità amministrativa (Verwaltungsgemeinschaft) di Heldburger Unterland.